# Itea chinensis
Itea chinensis är en tvåhjärtbladig växtart som beskrevs av William Jackson Hooker och Arn.. Itea chinensis ingår i släktet Itea och familjen Iteaceae. Inga underarter finns listade i Catalogue of Life.